# Franz Vallentin
Franz Adelbert Vallentin (* 2. September 1882 in Luzern; † 14. September 1918 in Blasewitz) war ein schweizerischer Theaterschauspieler und Publizist in Zürich und Wilmersdorf bei Berlin.

## Leben
Franz Vallentin stammte aus einer jüdischen Familie. Der Vater Gustav Vallentin war Kaufmann aus Filehne, die Mutter war Sara, geborene Heymann, aus Berlin. Der Bruder Richard Vallentin (1874–1908) wurde später Theaterregisseur in Berlin und Wien, eine Schwester, Eva Mendel (1870–1942), nahm sich in der Zeit des nationalsozialistischen Völkermords 1942 das Leben.
Franz Vallentin zog als junger Mann nach Zürich und war dort wahrscheinlich an einem Theater als Schauspieler tätig. Er heiratete und zog 1906 mit der Familie nach Halensee bei Berlin. Dort schrieb er unter anderem für Die Schaubühne Theaterrezensionen. Um 1908 verließ die Familie Halensee und kehrte wahrscheinlich nach Zürich zurück. Seit etwa 1912 lebten sie wieder in Wilmersdorf bei Berlin. Dort schrieb Franz Vallentin für die neue linke Zeitschrift Die Aktion. Er hatte dadurch auch engere Kontakte zu Persönlichkeiten wie Karl Liebknecht und Rosa Luxemburg, russischen Exilanten und europäischen Avantgardkünstlern.

„Die besten und treuesten Freunde [der Eltern waren] die Liebknechts und Rosa Luxemburg, wenn sie nicht gerade im Gefängnis saßen oder versteckt waren.“

1918 starb Franz Vallentin im Alter von 36 Jahren.

## Ehe und Kinder
Franz Vallentin war seit 1905 mit der Lehrerin Margarete Hoffmeister (* 3. Dezember 1878 in Berlin; † Februar 1917 in Berlin) verheiratet. Diese schrieb Kinderopern und verfasste Kinderbücher und Spielhefte. Das Ehepaar hatte fünf Kinder
- Judith Auer (1905–1944), antifaschistische Widerstandskämpferin
- Franziska Margarete Vallentin, dann Ruth Cidor-Citroën (1906–2002), Künstlerin, lebte seit 1944 in Israel
- Lucas Florian Vallentin (* 1907)
- Andreas Vallentin (* 1910)
- Gabriele Vallentin (* 1910), Zwillinge

Nach dem frühen Tod der Eltern lebten die Kinder in Pflegefamilien und im Kinderheimen.

## Publikationen (Auswahl)
Franz Vallentin schrieb Aufsätze für Die Schaubühne, Die Aktion und weitere Zeitschriften.
Die Schaubühne
- Wallenstein auf der Bühne, III, 2, 1907, S. 428–429
- Wahn, III, 2, 1907, S. 480–481
- Für Regisseure, IV, 1, 1908, S. 371 archive.org archive.org
- Ein Tristandrama,  IV, 1, 1908, S. 399
- Zürich, IV, 1, 1908, S. 447–449 archive.org

Die Aktion
- Der Abend nach Ostern, II, 1912, Nr. 42, Sp. 1329–1332
- Wenn ich mein Hemd fallen lasse. Erster Kaffernbrief,  III, 1913, Nr. 29
- Wenn ich mein Hemd fallen lasse. Zweiter moralisch-ästhetischer Brief eines Kaffern an seinen Bruder, 1913, Nr. 33, Sp. 788–794
- Dritter Kaffernbrief, III, 1913, Nr. 36
- Wenn ich mein Hemd fallen lasse. Vierter Kaffernbrief, III, 1913, Nr. 41, Sp. 969–972
- „Kunstsnobismus“ und Herr Rosenhagen, IV, 1914, Nr. 11

Weitere Publikationen
- Der blinde Bruder, in Über Land und Meer, 104. Bd., 52. Jg. 1910, Nr. 38/39